# Вавренюк Тимофій Григорович
Тимофій Григорович Вавренюк (1895, село Борщівка, тепер Кременецького району Тернопільської області — ?) — український радянський діяч, голова виконкому Лановецької сільської ради та голова виконкому Вишнівецької районної ради Тернопільської області. Депутат Верховної Ради СРСР 2-го скликання.

## Життєпис
Народився в селянській родині. З дванадцятирічного віку, після смерті батька, наймитував у польського графа Жевуцького. Потім працював у сільському господарстві, наймитував.
Після окупації радянськими військами Західної України у вересні 1939 року — голова виконавчого комітету Борщівської сільської ради Лановецького району Тернопільської області. У липні 1941 року був евакуйований в Краснодарський край РРФСР.
З 1943 до 1945 року служив у Радянській армії регулювальником дорожньо-комендантської роти 93-го окремого дорожньо-експлуатаційного батальйону 28-ї армії, учасник німецько-радянської війни. Після демобілізації в 1945 році повернувся до рідного села Борщівка Лановецького району Тернопільської області.
З серпня 1945 року — голова виконавчого комітету Лановецької сільської ради Лановецького району Тернопільської області.
Член ВКП(б).
На 1947—1948 роки — голова виконавчого комітету Вишнівецької районної ради депутатів трудящих Тернопільської області.

## Нагороди
- орден «Знак Пошани» (23.01.1948)
- медаль «За бойові заслуги» (30.05.1945)
- медалі